# Miracavira brillians
Miracavira brillians är en fjärilsart som beskrevs av Barnes 1901. Miracavira brillians ingår i släktet Miracavira och familjen nattflyn. Inga underarter finns listade i Catalogue of Life.

## Bildgalleri

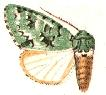